# Eliseo Báez
Eliseo Báez Riveiro (Asunción, 14 de junio de 1944) es un exfutbolista y entrenador paraguayo que se desempeñó como delantero.

## Trayectoria
Surgió de las inferiores de Cerro Porteño, club en el que debutó profesionalmente a la edad de 15 años y en el que jugó hasta 1967, obteniendo 3 campeonatos de Primera División. También jugó en Universidad Católica de Ecuador entre 1968 y 1969. En 1970 fue contratado por el Club Mariscal Santa Cruz de Bolivia con el que ganó la Recopa Sudamericana, siendo el goleador del torneo con 5 goles.

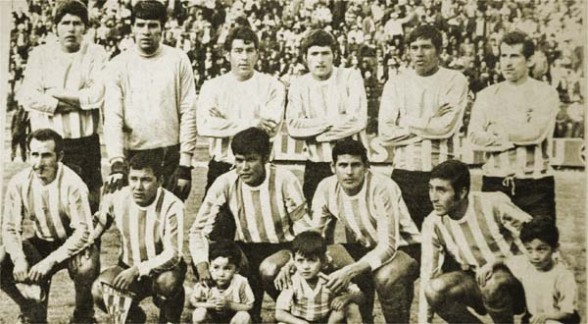
Formación de Mariscal Santa Cruz campeón en 1970.

En 1971 se retiró del fútbol vistiendo la camiseta de Oriente Petrolero, club en el que además se inició como entrenador y llevó al plantel refinero a ganar la Primera División 1971.
Después de retirarse también dirigió a Cerro Porteño (1976-1977) y luego a la Selección Sub-20 de Paraguay, a la que clasificó a la Copa Mundial Sub-20 por primera vez, tras obtener el tercer puesto del Sudamericano Sub-20.

## Clubes

### Como futbolista
| Club                 | País     | Año         |
| -------------------- | -------- | ----------- |
| Cerro Porteño        | Paraguay | 1960 - 1967 |
| Universidad Católica | Ecuador  | 1968 - 1969 |
| Mariscal Santa Cruz  | Bolivia  | 1970        |
| Oriente Petrolero    | Bolivia  | 1971        |

### Como entrenador
| Club                         | País     | Año         |
| ---------------------------- | -------- | ----------- |
| Oriente Petrolero            | Bolivia  | 1971        |
| Cerro Porteño                | Paraguay | 1976 - 1977 |
| Selección Sub-20 de Paraguay | Paraguay | 1977        |

## Palmarés

### Como futbolista
Títulos nacionales
| Título           | Club          | País     | Año  |
| ---------------- | ------------- | -------- | ---- |
| Primera División | Cerro Porteño | Paraguay | 1961 |
| Primera División | Cerro Porteño | Paraguay | 1963 |
| Primera División | Cerro Porteño | Paraguay | 1966 |

Títulos internacionales
| Título              | Club                | País    | Año  |
| ------------------- | ------------------- | ------- | ---- |
| Recopa Sudamericana | Mariscal Santa Cruz | Bolivia | 1970 |

### Como entrenador
Títulos nacionales
| Título           | Club              | Año  |
| ---------------- | ----------------- | ---- |
| Primera División | Oriente Petrolero | 1971 |

### Distinciones individuales
| Distinción                                          | Año  |
| --------------------------------------------------- | ---- |
| Máximo goleador de la Recopa Sudamericana (5 goles) | 1970 |